# Врбишница
Врбишница је насељено место у саставу општине Хум на Сутли у Крапинско-загорској жупанији, Хрватска. До територијалне реорганизације у Хрватској налазила се у саставу старе општине Преграда.

## Становништво
На попису становништва 2011. године, Врбишница је имала 240 становника.

## Попис1991.
На попису становништва 1991. године, насељено место Врбишница је имало 258 становника, следећег националног састава:
| Попис 1991.‍ | Попис 1991.‍ | Попис 1991.‍ | Попис 1991.‍ | Попис 1991.‍ |
| ----------- | ----------- | ----------- | ----------- | ----------- |
|             |             |             |             |             |
| Хрвати      | Хрвати      |             | 249         | 96,51%      |
| Словенци    | Словенци    |             | 9           | 3,48%       |
| укупно: 258 |             |             |             |             |